# Yssandon
Yssandon település Franciaországban, Corrèze megyében. Lakosainak száma 696 fő (2022. január 1.). Yssandon Allassac, Brignac-la-Plaine, Mansac, Perpezac-le-Blanc, Saint-Aulaire és Varetz községekkel határos.

## Népesség
A település népessége az elmúlt években az alábbi módon változott:
| Lakosok száma | 600  | 571  | 608  | 609  | 734  | 701  | 682  | 668  | 678  | 696  |
|               | 1968 | 1982 | 1990 | 2006 | 2013 | 2015 | 2017 | 2019 | 2020 | 2022 |